# Loxofidonia originalis
Loxofidonia originalis là một loài bướm đêm trong họ Geometridae.